# Liudolfo de Suabia
Liudolfo (930-Pombia, 6 de septiembre de 957) fue duque de Suabia entre 950 y 954.

## Vida
Era el único hijo del emperador Otón I de Alemania y de Edith de Inglaterra, hija del rey de Inglaterra Eduardo el Viejo, aunque tuvo otros hermanos de padre. Liudolfo se casó con Ida, hija del duque Herman I de Suabia. Cuando Herman falleció, Otón I nombró a su hijo mayor heredero del ducado por estar casado con la hija del duque. Liudolfo fue un gobernante muy popular y querido entre su gente.
Cuando Berengario II de Italia usurpó el trono de Italia en 951, Liudolfo aprovechó para invadir Lombardía. Pero su padre recibió a un mensajero de Adelaida de Italia pidiendo ayuda, y el emperador aprovechó el ejército de Liudolfo para sus propios intereses. Después Otón se casó con Adelaida y terminó de aplastar las ambiciones de su hijo en Italia. Estos sucesos irritaron mucho a Liudolfo, que se rebeló contra su padre en 953. Tenía el apoyo de su cuñado Conrado el Rojo, pero este no contaba con el apoyo de sus hombres de Lotaringia, quienes se negaban a luchar contra el emperador. Liudolfo sí que contaba con el apoyo incondicional de sus hombres y también de muchos bávaros. Pero su tío Enrique I, duque de Baviera se unió a Otón y entre los dos dominaron la rebelión en 954. Liudolfo perdió su ducado, igual que Conrado, y aunque hizo las paces con su padre no lo recuperó.
Liudolfo invadió Italia otra vez en 957, enviado por su padre para poner fin a los desmanes de Berengario II contra los terratenientes y el clero. Tuvo una victoriosa campaña en la que se apoderó de muchas ciudades y Berengario tuvo que doblegarse. Pero falleció inesperadamente de fiebre en Pombia, cerca de Novara. Fue sepultado en la abadía de San Albano de Maguncia.
Liudolfo fundó la ciudad de Stuttgart.

## Descendencia
Su hijo Otón, nacido de su matrimonio con Ida, fue más tarde duque de Baviera y de Suabia. Su hija Mathilde fue abadesa de un monasterio en Essen.